# Base Mizuho

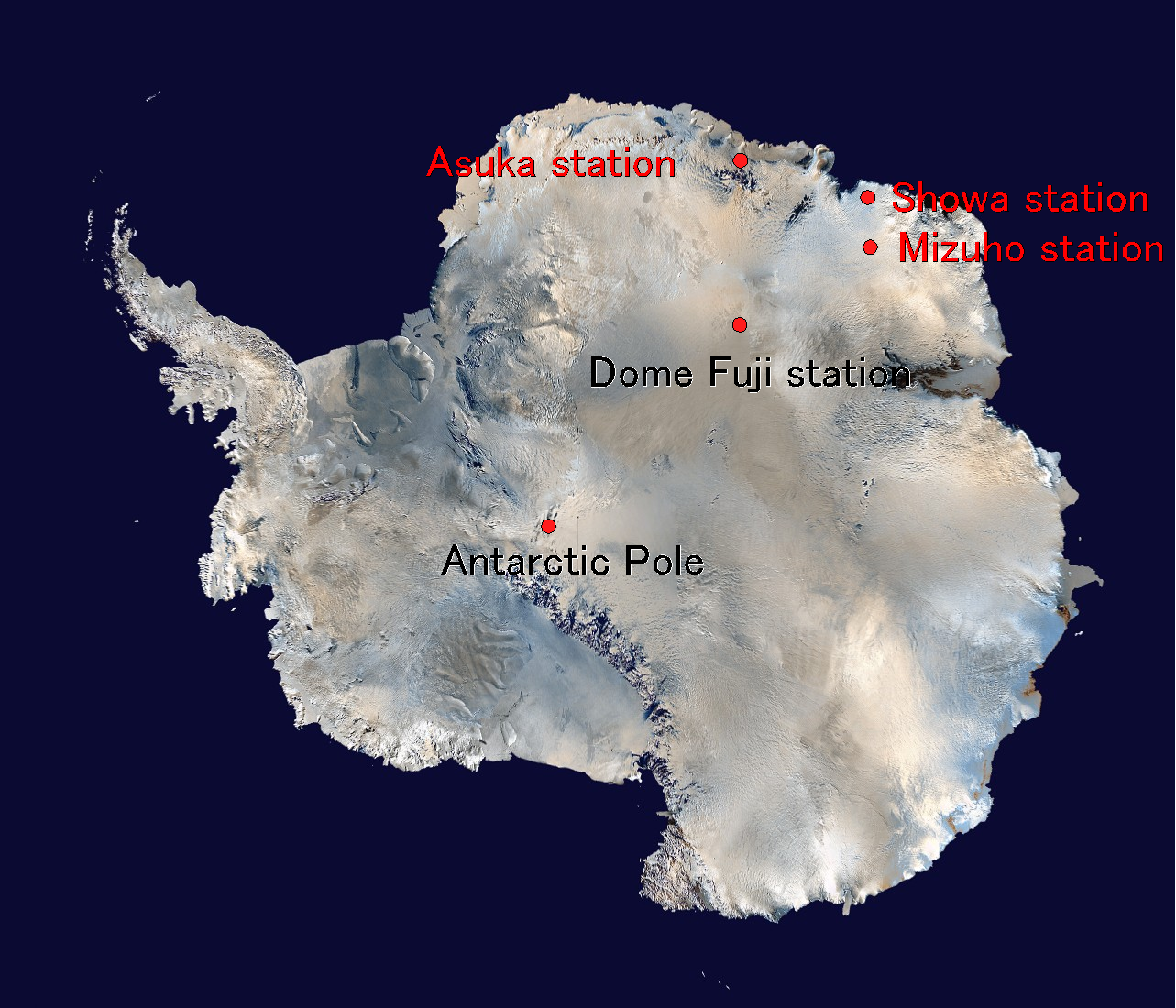
Bases antárticas japonesas.

La base Mizuho (en japonés: 瑞穗基地, Mizuho Kichi) es una estación de investigación de Japón en la Antártida. Está ubicada en la meseta Mizuho hacia el interior de la costa del Príncipe Olaf de la Tierra de la Reina Maud, a 270 km al sudeste de la base Showa. 
Fue inaugurada como base de verano el 21 de julio de 1970, con el nombre de base de observación Mizuho. Desde 1978 fue operada por el Instituto Nacional de Investigación Polar japonés como base permanente y redenominada Base Mizuho. Fue cerrada en 1987, y ocasionalmente visitada por científicos de la Base Syowa para realizar algunas observaciones meteorológicas y glaciológicas, y como punto de tránsito hacia la base Domo Fuji. El acceso es por motos de nieve.
La meseta Mizuho está situada al este de las montañas Reina Fabiola y al sur del glaciar Shirase. Un equipo de la Expedición Antártica Japonesa estudió la meseta en noviembre y diciembre de 1960, dándole su nombre, que es uno de los antiguos nombres con que se conoció a Japón.
La estación tiene una superficie total de alrededor de 500 m², que incluye edificios residenciales, viviendas de observación, almacenes y otros edificios. 